# Jex-Blake (inslagkrater)
Jex-Blake is een inslagkrater op de planeet Venus. Jex-Blake werd in 1991 genoemd naar de Engelse arts, lerares en feministe Sophia Jex-Blake (1840-1912).
De krater heeft een diameter van 31,6 kilometer en bevindt zich in het quadrangle Atalanta Planitia (V-4).